# Национални парк Дунав-Ипeљ
Национални парк Дунав-Ипeљ један је од најразноврснијих националних паркова у Мађарској.
Основан је 28. новембра 1997. године. Тренутно подручје рада управе обухвата три жупаније: Пешта, Комаром-Естергом и Фејер. Национални парк Дунав-Ипељ обухвата планине Пилиш, Вишеград и Бержењ, нетакнуте делове долине Ипељ и делове острва Сентандреје. Подножје планина Пилиш, које се протеже од Острогона до Будимпеште, састављено је од кречњака и доломита. Већина од 200 пећина Националног парка налази се на овом подручју и станишта су ретким врстама шишмиша.

## Флора
Флора Националног парка изузетно је сложена. Варира од храстових шума, заједница храста лужњака и обичног граба те лугова букве преко шума у гудурама до вегетације поплавних подручја уз реке. На вишим, хладнијим деловима планинских падина храст китњак меша се са грабовима и ствара шуме храста китњака и обичног граба. Будући да храст расте ниже, формира дебели слој који пружа хлад. У овим мрачнијим деловима шуме мање је развијен ниво жбуња а на нивоу биљака живи само неколико вишегодишњих врста, као што је добро позната висибаба, која лето и зиму проводи под тлом у облику луковице. Предео речних долина врло је различит од онога на Пилишу и Бержењу. На обалама уских потока расте црна јова, а у нижим крајевима жалосна врба. Природни планински травњаци плитког су тла, без дубоких шума. На стеновитим гребенима и јужним, стрмим падинама налазе се каменити травњаци. На местима где су бољи услови тла развијају се ливаде.

## Фауна
Национални парк пружа сигуран дом многим, више или мање угроженим, животињским врстама. Инсекти, водоземци, гмизавци, птице и сисари успевају на заштићеним подручјима брда, долина и водених станишта. Kада говоримо о птицама, орао крсташ, соко, пчеларица и детлић лежу јаја у овим заштићеним подручјима. Стрижибуба је величанствен пример из фауне инсеката, а такође се појављује на логотипу националног парка. Широко је распрострањена у старијим буковим шумама, али смањење подручја тих шума прети њиховом опстанку. Рис је готово у потпуности нестао из овога подручја на почетку XX века. У посљедњих 10 година у Бержењу су забележена само повремена опажања. Рис је изузетно опрезан месождер, осетљив на узнемирујуће присуство човека.